# Allobaccha macgregori
Allobaccha macgregori är en tvåvingeart som först beskrevs av Charles Howard Curran 1929.  Allobaccha macgregori ingår i släktet Allobaccha och familjen blomflugor. Inga underarter finns listade i Catalogue of Life.